# كود: بريكر

المؤلف الحقيقي زيزو
كود: بريكر (باليابانية: コード：ブレイカー وتقرأ باليابانية: كودو بُريكا وتعني بالعربية: كاسر القانون ويكتب أيضاً بالإنجليزية: CØDE: BREAKER) وهو سلسلة مانجا وانمي من كتابة وتأليف ورسم المانغاكا أكيمين كاميجيو ونُشرت المانغا في مجلة شونين الأسبوعية التابعة لعملاق النشر الياباني كودينشا. تحكي القصة عن فتاة في المدرسة الثانوية تدعى ساكورا ساكوراكوجي تدربت على فنون الدفاع عن النفس وطالب يتمتع بقوى غامضة اسمه ري أوغامي الأنمي من أنتاج استديو كينيما سيتروس بدأ بث الأنمي لأول مرة في اليابان في 6 أكتوبر 2012. وتم ترخيص السلسلة من قبل فنمينشن ليتم بثها في أمريكا الشمالية. وقامت شركت فنمنشن بدبلجة الأنمي لاحقًا بالإنجليزية في يونيو 2014، جنبًا إلى جنب مع سلسلة ديت ا لايف ومواعدة الفتاة الحمراء وكارنفال.

## القصة
في أحد الأيام استقلت ساكورا ساكوراكوجي، الحافلة في أثناء ذلك نظرت من النافذة لترى أشخاصًا يُحرقون أحياء بنيران زرقاء بينما لم يصب صبي في سنها بأذى وعلي العكس لقد ظل واقفاً فوق الناس. عندما عادت إلى الموقع الذي شاهدت فيه الحادثة في اليوم التالي، لم تجد الجثث أو أي دليل على أي نوع من القتل، مجرد حريق صغير. عندما ذهبت ساكورا إلى الفصل، تكتشف أن الطالب المنقول الجديد هو نفس الصبي الذي رأته في اليوم السابق. سرعان ما علمت ساكورا أنه ري أوغامي، «الكود بريكر:» رقم 006، وهو نوع خاص من القتلة المأجورين الذي يتمتع بقدرة غريبة وعضو في منظمة سرية تخدم الحكومة تسمي بأيدين وهم الأشرار الذين يحكمون على الأشرار الذين لا يمكن الحكم عليهم بموجب القانون أي ” غير موجود ” انه قاتل بدم بارد يعمل بمبدأ العين بالعين والسن بالسن أي استخدام الشر لمعاقبة الأشرار والفاسدين الذين هم فوق القانون “, ولكن ساكورا ظلت مقتنعة بأن القتل ليس الشيء الصحيح لذا قررت ان تخترق قلبه الجليدي وتحاول تغييره.

## وسائل الإعلام

### المانجا
المانجا من تأليف ورسم المانغاكا أكيمين كاميجيو، وقد نشرت منذ 9 يونيو 2008  في مجلة كودانشا الأسبوعية شونين. انتهت المانجا في 17 يوليو 2013  بعد أن جمعت في 26 مجلد تانكوبون. باعت كودينشا أكثر من 40,000 نسخة من المانغا.
و قد أشترت شركة إيغمونت مانغا إند أنيمي حقوق نشر المانغا في ألمانيا بحيث عملت علي ترجمة ألمانية للسلسلة منذ نوفمبر 2009. وحصلت شركة ديل ري علي حقوق نشر المانغا باللغة الإنجليزية، بينما حصلت شركة بيكا إيديشن علي نشر النسخة الفرنسية من المانغا وعلي الجانب نفسه حصلت شركة تونغ لي علي حقوق نشر النسخة الصينية في تايوان من المانغا وحصلت أيضاً شركة بلانيت مانغا علي حقوق نشر المانغا في إيطاليا.

### الانمي
تم الإعلان في المانجا عن تحويل المانغا إلي سلسلة أنمي بدأ بثه في 6 أكتوبر 2012. حيث أن شارة البداية هي «عار الظلام» بالإنجليزية "Dark Shame" غناء فرقة غرانرويدو بينما شارة النهاية هي "White Crow" (باليابانية : シロイカラス و تنطق باليابانية : شيلوي كالاسو، و التي تعني بالعربية : الفريق الأبيض أو الطاقم الأبيض) من غناء كينيتشي سوزومورا. وقامت شركة فنمنشن بترخيص الأنمي للبث على موقعه على الإنترنت. بدأ بث المسلسل في 7 أكتوبر 2012 على قناة تلفزيون طوكيو متروبوليتن. وتم ترخيص البث المتزامن باللغة الإنجليزية بواسطة فنمنشن الذي بدأ البث في 10 أكتوبر 2012 على كل مواقع FUNimation.com و Hulu.com مقابل أشتراك. وعمل فريق ANGEYUS السوري علي القيام بـدبلجة عربية بالتعاون مع عدة مدبلجين مشاهير مثل رأفت بازو ويحيي الكفري وقاموا بنشر الحلقات علي قناتهم علي منصة الفيديو يوتيوب حيث تم نشر الحلقات في شهر مايو من عام 2021 .

## روابط خارجية
- الموقع الرسمي
- موقع الأنمي الرسمي
- كود: بريكر (مانغا) في شبكة أخبار الأنمي